# Вест Холивуд (Калифорнија)
Вест Холивуд (енгл. West Hollywood) град је у америчкој савезној држави Калифорнија. По попису становништва из 2010. у њему је живело 34.399 становника.

## Демографија
Према попису становништва из 2010. у граду је живело 34.399 становника, што је 1.317 (3,7%) становника мање него 2000. године.
| Група             | 2000.          | 2010.          |
| Белци             | 29.064 (81,4%) | 26.793 (77,9%) |
| Афроамериканци    | 1.104 (3,1%)   | 1.115 (3,2%)   |
| Азијати           | 1.350 (3,8%)   | 1.874 (5,4%)   |
| Хиспаноамериканци | 3.142 (8,8%)   | 3.613 (10,5%)  |
| Укупно            | 35.716         | 34.399         |